# Вдзенконь-Другий
Вдзенконь-Другий (пол. Wdziękoń Drugi) — село в Польщі, у гміні Замбрув Замбровського повіту Підляського воєводства.
Населення — 137 осіб (2011).
У 1975-1998 роках село належало до Ломжинського воєводства.

## Демографія
Демографічна структура станом на 31 березня 2011 року:
|          | Загалом | Допрацездатний вік | Працездатний вік | Постпрацездатний вік |
| -------- | ------- | ------------------ | ---------------- | -------------------- |
| Чоловіки | 68      | 17                 | 41               | 10                   |
| Жінки    | 69      | 15                 | 34               | 20                   |
| Разом    | 137     | 32                 | 75               | 30                   |